# Eight Miles High
Eight Miles High è un brano musicale composto da Gene Clark, Roger McGuinn e David Crosby, pubblicato come singolo nel marzo del 1966 e inserito poi nell'album Fifth Dimension del gruppo folk rock statunitense The Byrds.
Il singolo raggiunse la posizione numero 14 della classifica statunitense Billboard Hot 100 e la numero 24 in Gran Bretagna.
Nel 2004 la rivista Rolling Stone ha inserito Eight Miles High alla posizione numero 151 nella lista delle 500 migliori canzoni di sempre da loro redatta.

## Il brano
Musicalmente influenzata da Ravi Shankar e John Coltrane, Eight Miles High, insieme alla B-side Why, fu determinante nello sviluppo di stili musicali come il rock psichedelico, il raga rock e lo psychedelic pop. Inoltre, il brano viene spesso citato dai critici come la prima canzone di rock psichedelico in assoluto.

### Composizione
Il testo del brano fa riferimento, per la maggior parte, al viaggio in aereo verso Londra fatto dal gruppo nell'agosto 1965 in occasione del loro primo tour britannico. Nonostante gli aerei di linea volino solitamente ad altitudini di non più di 6 o 7 miglia, la band pensò che "eight miles high" suonasse meglio come titolo ed in più ricordasse quello della canzone dei Beatles Eight Days a Week.
Secondo quanto affermato da Clark, il testo fu principalmente opera sua, con un contributo minore da parte di David Crosby (nello specifico la strofa: «Rain grey town, known for its sound», un riferimento a Londra come città simbolo della British invasion che aveva conquistato le classifiche americane dell'epoca).

Anche se l'idea di base per la canzone era stata discussa durante il volo in Inghilterra, non si materializzò che fino al novembre del 1966 quando i Byrds erano in tournée negli Stati Uniti. Cercando di alleviare la noia dei viaggi in pullman tra un concerto e l'altro durante il tour, Crosby aveva comprato delle cassette di musica indiana di Ravi Shankar e gli album jazz di John Coltrane Impressions e Africa/Brass, che furono ripetutamente suonati sul tour bus. L'influenza di queste registrazioni sulla band si sarebbe manifestata proprio nella musica di Eight Miles High e della sua B-side Why.
(Roger McGuinn)
Clark iniziò la composizione del testo il 24 novembre 1965, buttando giù qualche idea che poi avrebbe sviluppato successivamente, a seguito di una chiacchierata con Brian Jones, prima di un concerto dei Byrds in supporto ai Rolling Stones. Nei giorni seguenti, Clark sviluppò la bozza del testo ampliandola, adattando le parole alla musica e fornendo loro una melodia. Poi Clark mostrò la canzone a McGuinn e Crosby, e quest'ultimo suggerì di arrangiare il brano in modo da incorporare le influenze jazzistiche di Coltrane.

### Registrazione
La registrazione di Eight Miles High ebbe luogo il 24 e 25 gennaio 1966, ai Columbia Studios di Hollywood, sotto la guida del produttore Allen Stanton. Lo scrittore John Einarson ha fatto notare che l'influenza del sax di Coltrane e, in particolare, della traccia India presente sull'album Impressions, può essere chiaramente rintracciata in Eight Miles High, soprattutto durante l'assolo di McGuinn alla chitarra a dodici corde. In aggiunta, la canzone contiene un'ipnotica linea di basso suonata da Chris Hillman, la chitarra ritmica di Crosby, e le eteree armonie vocali del gruppo.
Eight Miles High esibisce anche l'influenza del suonatore di sitar Ravi Shankar, per quel che riguarda la melodia vocale del brano e il suono "orientale" della chitarra di McGuinn. Tuttavia, la traccia non contiene il suono del sitar, nonostante i Byrds si fossero portati dietro lo strumento nel corso di una conferenza stampa per promuovere il singolo.
Una prima versione di Eight Miles High era stata incisa agli RCA Studios di Los Angeles il 22 dicembre 1965, ma la Columbia Records, l'etichetta dei Byrds, si era rifiutata di pubblicarla perché non era stata registrata in uno studio di proprietà della compagnia, e si dovette procedere ad una seconda incisione. Questa primigenia versione originale di Eight Miles High, ritenuta superiore dagli stessi membri dei Byrds rispetto a quella pubblicata, vide la luce nel 1987 sull'album compilation Never Before e in seguito fu inclusa come bonus track nella ristampa in CD del 1996 dell'album Fifth Dimension.

### Pubblicazione e accoglienza

#### Censura USA
Eight Miles High fu pubblicata su singolo il 14 marzo 1966 negli Stati Uniti e il 29 maggio 1966 in Gran Bretagna, raggiungendo la posizione numero 14 della classifica Billboard Hot 100, e la numero 24 della Official Singles Chart. Dopo la pubblicazione del singolo, la band fu accusata di aver voluto promuovere l'uso di sostanze stupefacenti attraverso il testo del brano e il singolo venne immediatamente messo al bando nelle stazioni radio americane di numerosi Stati e non più mandata in onda (causando la non entrata della canzone nella top 10 americana). I Byrds e il loro addetto stampa Derek Taylor, continuarono ripetutamente a negare qualsiasi intento provocatorio o inneggiante alla droghe nel testo di Eight Miles High, ma senza troppo successo. Gli strani riferimenti al "volare alti otto miglia", furono scambiati per la descrizione metaforica di un viaggio in acido. A posteriori, nei primi anni ottanta, sia Crosby che Clark ammisero che la tematica della canzone non era poi così innocente come avevano originariamente dichiarato all'epoca, e che era stata scritta sotto l'effetto di varie droghe.

## Tracce
1. Eight Miles High (Clark/McGuinn/Crosby) - 3:33
2. Why (McGuinn/Crosby) - 2:59

## Cover
Il brano è stato soggetto di cover da parte di numerosi artisti tra i quali: The Ventures, Leo Kottke, Emerson, Berry & Palmer sotto il nome di 3, Roxy Music, Crowded House, e Ride.
Il gruppo hardcore punk Hüsker Dü ne fece una versione nel 1984 pubblicata su singolo.